# هيغاشيكورومه (طوكيو)

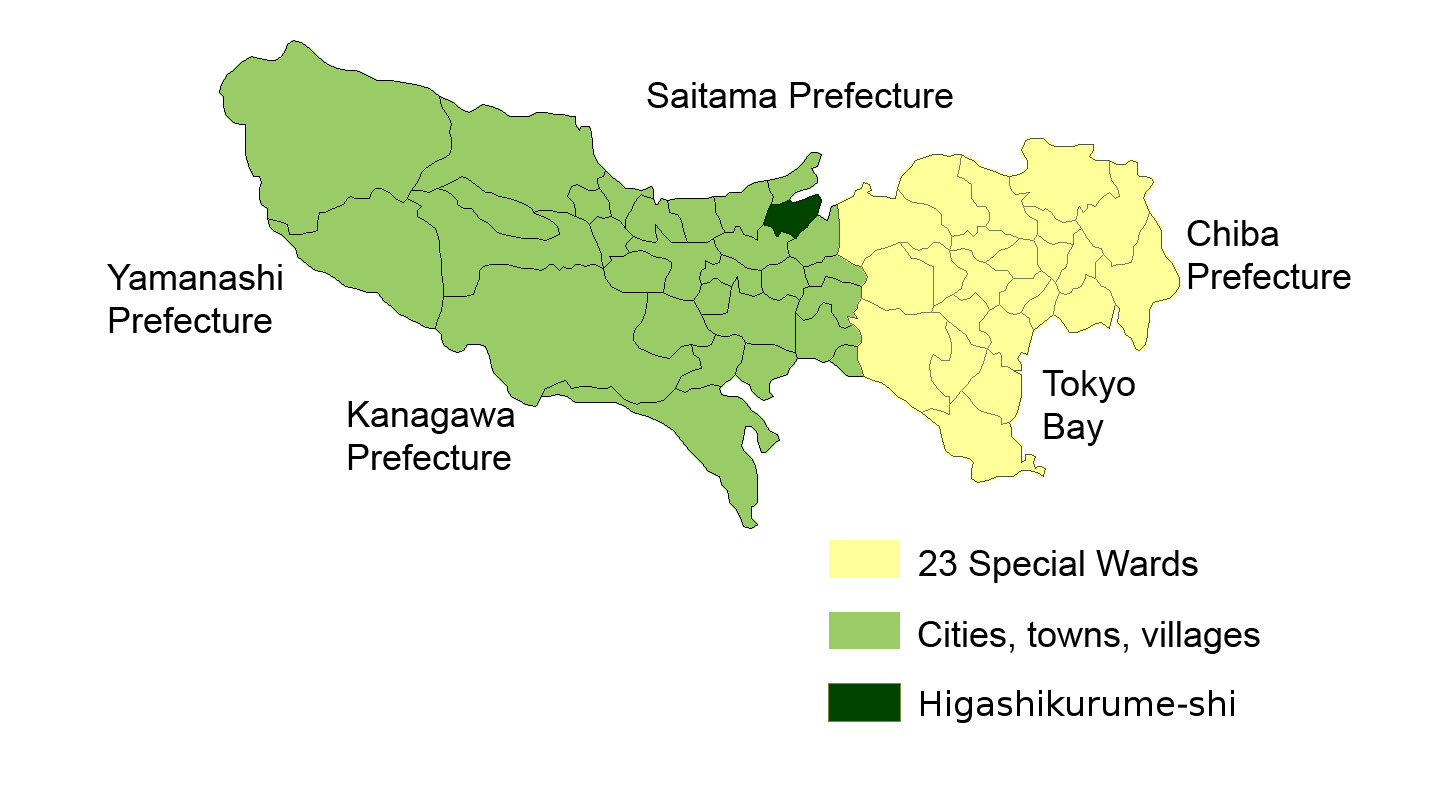
موقع مدينة هيغاشيكورومه ضمن محافظة طوكيو

مدينة هيغاشيكورومه (باليابانية: 東久留米市 هيغاشيكورومه-شي) هي مدينة تقع في طوكيو، اليابان.
في عام 2003، وصل التعداد السكاني للمدينة إلى 113,809 نسمة والكثافة السكانية 8,808.75 نسمة في الكيلومتر مربع، والمساحة الإجمالية 12.92 كم مربع. تم تأسيس المدينة في الأول من أكتوبر 1970.

## أعلام
- هيكيرو شينا

## وصلات خارجية
- موقع مدينة هيغاشيكورومه باللغة اليابانية